# Marco di Danzica
Il marco di Danzica era la moneta usata dalla Città Libera di Danzica, nel periodo 1922—1923, quando fu sostituita dal fiorino di Danzica. Aveva lo stesso valore del Papiermark.

## Storia
Delle banconote erano state emesse dalla Germania durante la prima guerra mondiale, per sopperire alla carenza di monete; a causa dell'iperinflazione, sono stati coniati pezzo con un valore sempre più elevato. Nel 1922, le banconote furono emesse dal Senato di Danzica.
Nel 1923, Danzica ha introdotto una propria moneta, il fiorino di Danzica. Il marco tedesco e il marco di Danzica furono ritirati dalla circolazione.

## Banconote
Alcune denominazioni presentano varianti: nel tipo di filigrana, differenza nella scrittura dei numeri, piccole differenze nelle legende.
| Immagine       | Immagine       | Valore                                             | Dimensioni (mm) | Colore di base              | Emittente           | Tipo di banconota | Data, indicata sul biglietto |                |                |                |
| Recto          | Verso          | Valore                                             | Dimensioni (mm) | Colore di base              | Emittente           | Tipo di banconota | Data, indicata sul biglietto |                |                |                |
| Emissioni 1914 | Emissioni 1914 | Emissioni 1914                                     | Emissioni 1914  | Emissioni 1914              | Emissioni 1914      | Emissioni 1914    | Emissioni 1914               | Emissioni 1914 | Emissioni 1914 | Emissioni 1914 |
| -------------- | -------------- | -------------------------------------------------- | --------------- | --------------------------- | ------------------- | ----------------- | ---------------------------- | -------------- | -------------- | -------------- |
|                |                | 50 Pfennig                                         | n. d.           | violetto                    | n. d.               | n. d.             | 10 agosto 1914               |                |                |                |
|                |                | 1 marco                                            | n. d.           | marrone                     | n. d.               | n. d.             | 10 agosto 1914               |                |                |                |
|                |                | 2 marchi                                           | n. d.           | rosa                        | n. d.               | n. d.             | 10 agosto 1914               |                |                |                |
|                |                | 3 marchi                                           | n. d.           | verde                       | n. d.               | n. d.             | 10 agosto 1914               |                |                |                |
| Emissioni 1916 |                |                                                    |                 |                             |                     |                   |                              |                |                |                |
|                |                | 10 Pfennig                                         | n. d.           | blu                         | Sparkasse zu Danzig | n. d.             | 9 dicembre 1916              |                |                |                |
|                |                | 50 Pfennig                                         | n. d.           | arancione                   | Sparkasse zu Danzig | n. d.             | 9 dicembre 1916              |                |                |                |
| Emissioni 1918 |                |                                                    |                 |                             |                     |                   |                              |                |                |                |
|                |                | 5 marchi                                           | n. d.           | verde                       | n. d.               | Kriegs Geld       | 12 ottobre 1918              |                |                |                |
|                |                | 20 marchi                                          | n. d.           | marrone                     | n. d.               | n. d.             | 12 ottobre 1918              |                |                |                |
|                |                | 50 Pfennig                                         | n. d.           | marrone                     | n. d.               | Kriegs Geld       | 1º novembre 1918             |                |                |                |
|                |                | 20 marchi                                          | n. d.           | marrone                     | n. d.               | Kriegs Geld       | 15 novembre 1918             |                |                |                |
| Emissioni 1919 |                |                                                    |                 |                             |                     |                   |                              |                |                |                |
|                |                | 50 Pfennig                                         | n. d.           | marrone, violetto           | n. d.               | Notgeld           | 15 aprile 1919               |                |                |                |
|                |                | 50 Pfennig                                         | n. d.           | verde                       | n. d.               | Notgeld           | 15 aprile 1919               |                |                |                |
| Emissioni 1922 |                |                                                    |                 |                             |                     |                   |                              |                |                |                |
|                |                | 100 marchi                                         | n. d.           | grigio                      | Senato              | Notgeldchein      | 31 ottobre 1922              |                |                |                |
|                |                | 500 marchi                                         | n. d.           | blu                         | Senato              | Notgeldchein      | 31 ottobre 1922              |                |                |                |
|                |                | 1000 marchi                                        | n. d.           | verde, marrone              | Senato              | Notgeldchein      | 31 ottobre 1922              |                |                |                |
| Emissioni 1923 |                |                                                    |                 |                             |                     |                   |                              |                |                |                |
|                |                | 1000 marchi                                        | n. d.           | verde                       | Senato              | Notgeldchein      | 15 marzo 1923                |                |                |                |
|                |                | 10 000 marchi                                      | n. d.           | marrone                     | Senato              | Notgeldchein      | 20 marzo 1923                |                |                |                |
|                |                | 50 000 marchi                                      | n. d.           | giallo                      | Senato              | Notgeldchein      | 20 marzo 1923                |                |                |                |
|                |                | 50 000 marchi                                      | n. d.           | marrone                     | Senato              | Notgeldchein      | 20 marzo 1923                |                |                |                |
|                |                | 10 000 marchi                                      | n. d.           | marrone, blu                | Senato              | Notgeldchein      | 26 giugno 1923               |                |                |                |
|                |                | 1 milione di marchi (sovrastampa su 50 000 marchi) | n. d.           | marrone (sovrastampa rossa) | Senato              | Notgeldchein      | 8 agosto 1923                |                |                |                |
|                |                | 1 milione di marchi (sovrastampa su 50 000 marchi) | n. d.           | marrone (sovratampa blu)    | Senato              | Notgeldchein      | 8 agosto 1923                |                |                |                |
|                |                | 1 milione di marchi                                | n. d.           | viola, verde                | Senato              | Notgeldchein      | 8 agosto 1923                |                |                |                |
|                |                | 10 milioni di marchi                               | n. d.           | verde                       | Senato              | Notgeldchein      | 31 agosto 1923               |                |                |                |
|                |                | 10 milioni di marchi                               | n. d.           | verde                       | Senato              | Notgeldchein      | 31 agosto 1923               |                |                |                |
|                |                | 100 milioni di marchi                              | n. d.           | arancione                   | Senato              | Notgeldchein      | 22 settembre 1923            |                |                |                |
|                |                | 500 milioni di marchi                              | n. d.           | violetto                    | Senato              | Notgeldchein      | 26 settembre 1923            |                |                |                |
|                |                | 500 milioni di marchi                              | n. d.           | violetto                    | Senato              | Notgeldchein      | 26 settembre 1923            |                |                |                |
|                |                | 5 miliardi di marchi                               | n. d.           | blu                         | Senato              | Notgeldchein      | 11 ottobre 1923              |                |                |                |
|                |                | 10 miliardi di marchi                              | n. d.           | marrone                     | Senato              | Notgeldchein      | 11 ottobre 1923              |                |                |                |
|                |                | 5 milioni di marchi (sovrastampa su 50 000 marchi) | n. d.           | marrone (sovrastampa verde) | Senato              | Notgeldchein      | 15 ottobre 1923              |                |                |                |

## Monete
Disegni di due monete sono state fatte dal professor Peterson di Danzica. Il produttore del modello è stato Georg Böcker. Il conio della prima moneta fu eseguito alla Gewehrfabrik Danzig, della seconda da Anders von der Fa (Moritz Stumpf & Sohn, Hofjuweliere,
Danzig). Le monete furono realizzati a Danzica dalla ditta Gewehrfabrik Danzig
| Dritto | Rovescio | Valore                             | Diametro, mm | Spessore, mm | Peso, g | Metallo | Bordo | Anno | Tiratura |
| ------ | -------- | ---------------------------------- | ------------ | ------------ | ------- | ------- | ----- | ---- | -------- |
|        |          | 10 Pfennig                         |              |              |         | Zinco   |       | 1920 | 876 000  |
|        |          | 10 Pfennig (valore a grandi cifre) |              |              |         | Zinco   |       | 1920 | 124 000  |